# Sirtuine 1
La sirtuine 1 est une protéine enzymatique humaine, codée par le gène SIRT1 situé sur le chromosome 10 humain et correspondant à une NAD+ dépendante lysine désacétylase. Le SIRT1 fait partie des gènes suppresseurs de tumeurs.
SIRT1 est l'acronyme de « Silent mating type Information Regulator Two homolog 1 ».

## Structure
Les sirtuines constituent une classe d'enzymes comptant sept représentants, nommés SIRT1 à SIRT7. Cette classe est la classe III des histone désacétylases.

## Rôles
Elle intervient dans différents processus : inflammation, restriction énergétique, biogenèse des mitochondries, résistance au stress, sénescence cellulaire, fonction endothéliale, apoptose et rythme circadien.
Elle diminue la transcription de la protéine P53, ce qui diminuerait l'apoptose. La protéine E2F1 stimule l'expression de la sirtuine 1, qui, en retour, inhibe l'activité de la première et son activité apoptotique. Elle serait également, par ce biais, protectrice contre les dommages à l'ADN. En se combinant avec une protéine de type FOXO, elle protège la cellule contre le stress oxydatif.
Chez des souris comportant une mutation du gène SIRT1 entraînant la production d'une protéine non fonctionnelle, la létalité est importante in utero, avec chez les individus survivants, l'apparition de multiples tumeurs, probablement secondaire à une incapacité de réparation de l'ADN. SIRT1 peut donc être considéré comme un gène suppresseur de tumeurs.
La protéine pourrait être protectrice contre l'athérome en améliorant la résistance et la fonction de l'endothélium, même si cette action bénéfique n'est pas toujours mise en évidente. Il active notamment l'oxyde nitrique synthase, augmentant le NO et favorisant la vasodilatation. Il diminue la formation de cellules spumeuses. Il diminue l'expression de la PCSK9, enzyme intervenant dans le métabolisme du cholestérol. Il intervient également dans le métabolisme du cholestérol en jouant sur un récepteur nucléaire hépatique. Il retarde la formation de calcifications et inhibe la formation et la migration des cellules musculaires lisses de la paroi artérielle. L'expression de SIRT1 est cependant réduite au niveau de la plaque d'athérome.

## Cible thérapeutique
Le resvératrol, un polyphénol ayant des propriétés antioxydantes est un activateur de la sirtuine 1. Un essai en double aveugle, randomisé et contrôlé par placebo a montré que le curcuma améliorait efficacement les niveaux de SIRT1 chez les patients atteints de la maladie du foie gras non alcoolique.